# Monadologia

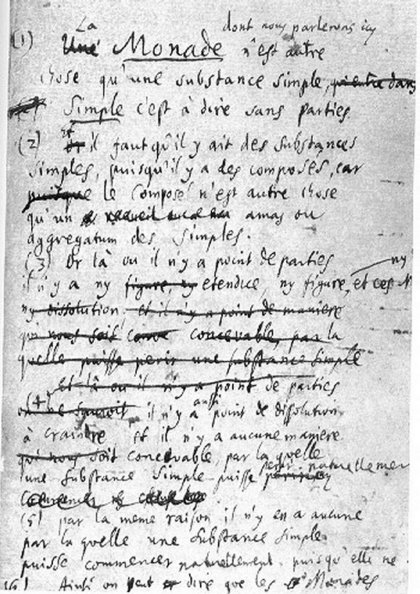
Karta z rękopisu Monadologii

Monadologia – książka niemieckiego polihistora Gottfrieda Wilhelma Leibniza przedstawiająca podstawy jego systemu ontologicznego. Napisana w 1714 roku i wydana w 1720 roku.
Leibniz przedstawiał w niej tezę, że cała rzeczywistość składa się z nieprzeliczonych cząstek, monad, które są szczelne i niezależne od siebie, a rozwijają się tylko w miarę swych z góry określonych możliwości.